# Lucas Douglas
Privatni istražitelj Lucas Douglas je fiktivni lik iz FOX-ove serije Dr. House kojeg tumači Michael Weston. Douglas se prvi put pojavljuje u 5. sezoni kao istražitelj kojeg je House unajmio da prati Wilsona, a kasnije i cijeli tim. Nakon što su producenti potvrdili da će se Douglas vratiti i u 6. sezoni, Weston se u ulozi Douglasa pojavio u još 7 epizoda 6. sezone, čime je ukupno nastupiou 10 epizoda serije. 

## Karakter
U njegovom prvom pojavljivanju, u epizodi "Not Cancer", Douglas ostavlja dojam kao iznimno nesposoban privatni istražitelj. Nije se u stanju adekvatno prerušiti kako ne bi bio otkriven, te ga je vrlo lako prepoznati kao uljeza i nekog tko ne pripada skupini. Također nije u stanju efektivno pratiti nekoga bez da ga se otkrije, a ne može ni odabrati dobra i sigurna mjesta za špijuniranje.
No, ubrzo postaje očito kako te slabosti navode ljude da ga neopravdano podcijene. Ima zavidnu sposobnost dedukcije, vrlu mu malo detalja uspije promaći, a i ima nevjerojatnu sposobnost da skuplja informacije i izvlači one najzanimljivije, kada dobije priliku, a vrlo je rijetko u krivu kada su u pitanju zaključi vezani uz karakter neke osobe. Najbolji primjer ovoga je činjenica da je zaključio kako House želi da prati Wilsona, prije nego što je ovaj uopće spomenuo Wilsonovo ime. 

## Uloga u seriji

### Not Cancer
Douglas se u seriji prvi put pojavljuje u epizodi "Not Cancer" kada ulazi u prostoriju gdje je tim gledao snimku teniskog meča u kojem je sudjelovala jedna pacijentica, odjeven kao popravljač sitnih uređaja. Zbog njegovog vrlo traljavog kostima (obukao je radničke čizme na bolničko radničko odijelo), Kutner vrlo brzo deducira kako on zapravo nije tu da popravi aparat za kavu. House im tada kaže da je Douglas zapravo privatni istražitelj kojeg je unajmio. Douglas im tada kaže nekoliko zanimljivih informacija o pacijentima i otkriva kako je on nabavio većinu tih snimki koje gledaju. Taub se tada ponada kako će njegova prisutnost prekinuti njihovo provaljivanje u stanove pacijenata. 
Na sljedećem susretu s Houseom saznajemo kako mu je ovaj dao zadatak da špijunira nekog tipa, no Douglas ubrzo shvati kako je sve to samo test. Tip kojeg trenutno špijunira uopće ne zanima Housea, nego mu je taj zadatak dao kao test za provjeru sposobnosti, nakon čega Douglas vrlo lukavo deducira kako House želi da ovaj špijunira Wilsona, što mu House nije sam rekao. 
Tijekom sljedećeg susreta, Douglas otkriva Houseu kako su dr. Cameron i dr. Cuddy posjećivali Wilsona, te kako je on išao na grupnu terapiju. Sve mu ovo govori dok prate jednu vrlo atraktivnu djevojku na ulici, no ona ih ubrzo uoči i zamoli ih da prekinu. Ovo je jedan od dokaza kako Douglas može biti vrlo očit tijekom svojih praćenja.
House ubrzo odlazi do Wilsona zbog pomoći oko slučaja, no ovaj mu zalupi vratima. Po odlasku, House primijeti kako Douglas sjedi ispred zgrade i čita novine. Tijekom tog razgovora, House otkriva Douglasu kako mu je Wilson jedini prijatelj, na što mu Douglas kaže da su stvari trenutačno kako jesu i da ne može puno tu napraviti sada.
Ubrzo, tijekom rada na slučaju, House posumnja na rak, no dr. Cuddy mu zabrani pristup pacijentici i postavi policajce ispred njezine sobe zbog nekoliko neuspjelih tretmana. House tada poziva Douglasa koji se preruši kao bolničar (opet jako loše, doduše) i zamijeni pacijentičinu kemoterapiju sa salinom zbog čega ova dobije tahikardiju, što Houseu omogući da potvrdi svoju teoriju i izliječi pacijenticu. 
Douglas se kasnije pojavljuje na operaciji, gdje su pacijentici vadili anomaliju na mozgu, gdje mu House govori što je napravio, odnosno, da je skoro ubio pacijenticu. House je također troškove vezane uz Douglasove zadatke, koji su iznosili $2,300, pokušao kamuflirati kao račun za popravak aparata za kavu. 

### Adverse Events
Na samom početku epizode, House se sastaje s Douglasom kako bi dobio nove informacije, a dr. Cuddy ulazi i govori Houseu kako zna da je troškove privatnog istražitelja pokušao progurati kao bolničke. Uskoro House govori Taubu kako Douglas nije uspio saznati ništa o njemu, ali je o njegovoj supruzi. Uskoro Taub konfrontira Housea, a ovaj mu otkriva kako supruga ima poseban bankovni račun. Uskoro se Douglas i House prepiru oko Houseove obsesije sa životima svog tima, te mu Douglas naglasi kako će Taub, ako mu ovaj upropasti brak, vjerojatno dati ostavku. Douglas je također otkrio kako je Taub varao svoju suprugu, te da je prestao raditi kao plastični kirurg kako njegova supruga ne bi saznala za prevaru.
Uskoro dr. Cuddy kreće u potragu za Douglasom i nalazi ga u svome uredu kako kopa po njezinom radnom stolu. Douglas joj ubrzo priznaje da to nije bila Houseova ideja, već njegova, i poziva ju na spoj, no ova ga odbije napominjući kako je to morbidno. On joj nabroji neke stvari koje je otkrio, no sve su trivijalne. Tada se ustane i krene prema izlazu, no prije toga joj uruči cvijeće koje joj je kupio i napravi joj ponudu. Douglas će špijunirati Housea, za određenu svotu, no kasnije pristane da će ga špijunirati za bilo koju svotu koju si dr. Cuddy može priuštiti, na što ona pristaje. 
Uskoro se House vraća kući gdje vidi Douglasa kako mu kopa po ormaru. Ovaj mu otkrije razlog pretrage, te se oni počinju dogovarati što će Douglas reći Cuddy kako bi dobio nešto što bi House mogao iskoristiti protiv nje. Ubrzo se Douglas i Cuddy sastaju na ručku gdje joj on daje fotografiju koja prikazuje Housea kao navijača lacrossea tijekom srednje škole. Cuddy natukne kako sumnja da je fotografija lažna, što Douglas i priznaje. Tada mu ona govori da je cijelo vrijeme znala da je fotografija lažna. Douglas tada krene prema izlazu, no ostane kako bi saznao zašto je Cuddy pristala ručati s njim iako je znala da neće dobiti nikakvu konkretnu informaciju od njega. 
Na kraju epizode, House se sastaje s Douglasom gdje mu ovaj govori kako Cuddy nije nasjela, ali mu usput otkriva kako on zna da fotografija nije lažna. Tada mu Douglas priznaje kako mu se Cuddy sviđa, te mu, unatoč svim njegovim odbijanjima, tvrdi kako i House osjeća isto. Na kraju ga Douglas izaziva da vide tko će prvi postići cilj.  

### Lucky Thirteen
House poziva Douglasa da prati Wilsona jer je tijekom doručka pojeo krafnu. Wilson je Houseu rekao kako je imao jutarnji sastanak, no ovaj mu ne vjeruje i želi saznati pravi razlog. Douglas misli da je House samo zabrinut. Uskoro vidimo Housea i Douglasa kako špijuniraju Wilsona iz automobila. Dok Wilson igra videoigru, njih dvojica primijete vrlo atraktivnu ženu u kratkoj suknji i štiklama kako ulazi u Wilsonovu zgradu i, na njihovo iznenađenje, u njegov stan. House ubrzo odlazi do Wilsona da sazna o čemu se radi, a ovaj mu priznaje da izlazi s bivšom prostitutkom.
Douglas i House kasnije razgovaraju o tome na klupici ispred bolnice, no njihov razgovor prekida Taub koji donosi nalaze biopsije pluća. Uskoro vidimo Douglasa kako čeka Housea u njegovom uredu i kako se igra s njegovom loptom. Kada House dođe, ovaj mu na stol stavi vrećicu s Wilsonovim smećem u kojem se nalazi i droga parafernalia. House se tada nasmiješi i odlazi do Wilsona kako bi mu rekao da ga je otkrio. Shvati kako je u pitanju zapravo bezopasna biljka i kako je Wilson lagao o djevojci. No, House i dalje želi znati gdje je Wilson bio, te mu ovaj, nakon što shvati da će ga pratiti ako ne kaže, kaže gdje da se nađu. 
Ovaj je zadatak bio i posljednje Lucasovo pojavljivanje u seriji, no producenti su potvrdili da će se lik Lucasa Douglasa pojaviti i u 6. sezoni serije.

### Known Unknowns
Douglas se ponovo pojavio u 6. epizodi 6. sezone serije. Prvi put ga vidimo u hotelu u kojem su odsjedali House, Wilson i dr. Cuddy. Kada House dolazi u sobu dr. Cuddy i ponudi se da pričuva Rachel, saznaje kako je nema, no na odlasku čuje njezin glas. Tada se vrati natrag i ugleda kako je na podu s nekim čovjekom. Ubrzo se ispostavi da je to upravo Lucas. House tada napušta sobu zbog jako čudne situacije. 
Ubrzo se njih četvero nalaze na doručku. Tada House saznaje kako je Cuddy unajmila Douglasa da otkrije krade li netko iz računovodstva novac. Kada House upita zašto mu to nije nitko rekao, Cuddy kaže kako ne voli otkrivati privatne detalje. Iako je Douglas isprva šutio, kasnije se uključio, govoreći kako je on bio taj koji se morao skrivati, što nije bilo udobno, kako je House imao dosta problema zbog svoje halucinacije o odnosu s Cuddy i boravka u ludnici, no, kada mu Cuddy kaže kako je dosta rekao, naglo svoj govor završi s rečenicom: "A ja trebam ušutjeti!"
Douglasa ponovo vidimo u zadnjoj sceni kada ga House i Wilson gledaju s jednog balkona kako se, uz Cuddyjinu prisutnost, igra s Rachel.

### Teamwork
U ovoj epizodi saznajemo kako je Douglas ipak u vezi s dr. Cuddy, te ga u par navrata vidimo u njezinom domu. Douglas ujedno daje savjete dr. Chaseu, kojag supruga upravo ostavlja. Tijekom epizode, Wilson je, tijekom razgovora s Houseom, prokomentirao kako je House, kad je otišao na konferenciju kako bi priznao Cuddy da ju voli, ostao razočaran jer je saznao da mu je jedna od dvije osobe koje smatra prijateljima otela ljubav.

### Veza s Lisom Cuddy
Ubrzo je Douglas pozvan na večeru kod Cuddyjine sestre Julie, gdje je za Dan zahvalosti servirao puricu. Cuddy je pozvala i Housea, no poslala ga je na lažnu adresu. Kada se Douglas vratio kući, našao je Housea pijanog kako leži na njegovoj sofi. Ponudio mu je da tu noć prespava kod njega, a ovaj je, dok ga je Douglas nosio do kreveta, priznao da voli Cuddy. Ubrzo su se Douglas i Cuddy dogovorili kako će ona reći Houseu da su prekinuli, jer bi on tako izbjegao moguće probleme koji bi nastali nakon što je House priznao što osjeća, no ipak su ostali skupa. Uskoro House ponudi njoj i njezinoj kćeri Rachel karte za zoološki vrt, no ona ih odbija te House zaključi kako Douglas i ona nikada nisu ni prekinuli. Kada se Cuddy vratila kući, rekla je Douglasu kako House zna cijelu istinu, a da je to zaključila po pogledu koji joj je uputio. 
Ubrzo su Cuddy i Douglas odlučili kako žele živjeti zajedno te su, shodno s time, kontaktirali Wilsonovu bivšu suprugu Bonnie i pronašli stan koji im se sviđa. No, u taj su se stan, umjesto njih dvoje, uselili upravo House i Wilson, što je bila Wilsonova osveta njoj jer mu je povrijedila prijatelja. 
No, stan je uzrokovao brojne probleme i sabotaže, tako da je Wilson, u jednom trenutku, mislio kako House namjerno sabotira stan (no shvatio je da nije kada je protupožarni sustav namočio LCD televiziju), no ispostavilo se kako je za to kriv Douglas, koji se osećivao jer su im maznuli stan. Zaprijetio im je da će, ako se pokušaju ponovo osvetiti, reći Cuddy tko je kupio stan. Na kraju te iste epizode, Cuddy otkriva kako zna tko je kupio stan i za sve sabotaže, no nije ju previše briga. 

### Help Me
Iako su Douglas i House bili rivali, imali su i koliki-toliki prijateljski odnos i znali su se zabavljati. Finale 6. sezone serije donijelo je preokret. Nakon zamornog slučaja u kojem mu je preminula pacijentica, House, shrvan, odlazi u svoj stan i dolazi u iskošenje da ponovo uzme Vicodin. Prije nego uzme tabletu, dolazi Cuddy koja mu kaže kako je raskinula zaruke s Douglasom te kako voli njega i kako bi htjela vidjeti može li to funkcionirati. Nakon ovoga, nije poznato hoće li se lik Lucasa Douglasa još pojavljivati u seriji.

## Vanjske poveznice
- Lucas Douglas na House Wiki
- Lucas Douglas u internetskoj bazi filmova IMDb-u (engl.)
- Službena FOX-ova stranica  Arhivirana inačica izvorne stranice od 23. svibnja 2012. (Wayback Machine)